# Marguerite Dunlap
Marguerite Dunlap (Camden, 20 de julio de 1887-Upper Montclair, 7 de enero de 1959) fue una cantante de ópera de contralto estadounidense. Se la recuerda principalmente por sus grabaciones para Victor Records de 1904 a 1928. Grabó una amplia gama de música, desde óperas hasta musicales de Broadway, música sacra, música popular y canciones del repertorio de conciertos clásicos.

## Vida personal
Dunlap nació el 20 de julio de 1887 en Camden, Carolina del Sur, Estados Unidos, hija de Charles J. Dunlap, un excirujano del Ejército Confederado, y de Margaret Cunningham Dunlap. Posteriormente, su familia se mudó a Atlanta.
Se casó con Joseph E. Garabrant, un ingeniero naval, y siguió cantando con su apellido de soltera. Tuvo una hija, Margaret G. Derr, y un hijo, Joseph E. Garabrant Jr. Se mudó a Montclair en 1920 y se retiró en la década de 1920. Su última dirección fue en 217 Montclair Avenue, en Upper Montclair, Nueva Jersey. Fue miembro de la Iglesia Episcopal de San Juan en Montclair y del Upper Montclair Country Club.
Después de una operación estuvo enferma durante mucho tiempo y falleció en su domicilio el 7 de enero de 1959 a los 71 años. Tenía tres nietos en el momento de su muerte. Fue enterrada en el cementerio de Bloomfield, después de un servicio en la funeraria Van Tassel.

## Carrera profesional

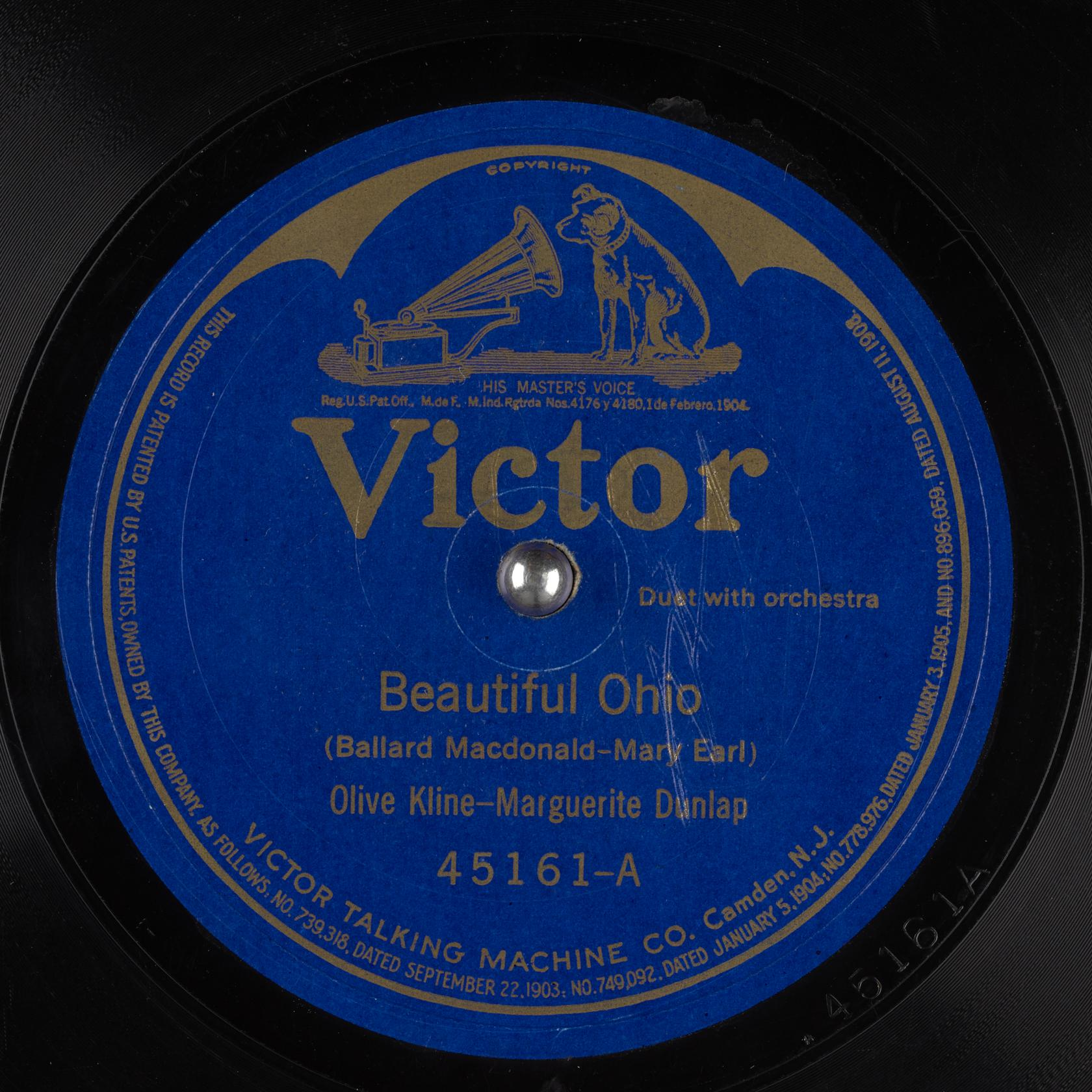
Disco fonográfico de 78 RPM de «Beautiful Ohio», cantada por Dunlap y Olive Kline.

Dunlap comenzó a mostrar talento para el canto temprano en la vida, convirtiéndose en una pianista experta a la edad de 16 años. Cantó alto con el coro First Baptist en Atlanta. Cuando tenía 18 años fue a la ciudad de Nueva York y en una audición competitiva ganó una beca para la escuela Metropolitan Opera. Estudió con Madame Florence Manchester. Hizo grabaciones profesionales como parte del Trinity Choir (en la Iglesia de la Trinidad) para Victor Talking Machine Co. Luego grabaría 360 discos para Victor Records, incluyendo ser solista de contralto. En octubre de 1913 grabó un dueto con el cantante canadiense (y gerente de Victor Records) Harry Macdonough de "When It's Apple Blossom Time in Normandy".
Dunlap debutó en la Metropolitan Opera el 18 de enero de 1907, en la primera producción de Manon Lescaut, compuesta por Puccini, con Enrico Caruso como cantante principal; su última interpretación de este papel fue el 2 de marzo de 1907. En 1911, fue una de las intérpretes del sexteto de Lucía de Lammermoor en Nueva York, y también grabó «Mighty Lak' a Rose» («Mighty Like a Rose») de Ethelbert Nevin en 1911. En 1914, participó en una producción de «Sextet from Lucia» para una grabación. Actuó en Arkansas en 1915, incluyendo canciones como «Mammy Song» de Harriet Ware y «Mighty Lak' a Rose». Ella y Olive Kline hicieron una de las primeras grabaciones de «Beautiful Ohio» en 1919. Esta canción se convertiría en la canción oficial del estado de Ohio. Dunlap cantó en la primera transmisión de radio de la estación de radio AM WEAF (más tarde llamada WNBC) en Nueva York en 1922. Dunlap realizó grabaciones hasta 1928.